# Сергей Нилус
Серге́й Алекса́ндрович Ни́лус е руски религиозен писател и общественик придобил известност най-вече с публикуваните от него протоколи на Ционските мъдреци.

## Биография
Роден и израсъл в Москва. Семейството му не е религиозно. През 1873 постъпва в 1-ва московска прогимназия, а през 1877 в 3-та московска гимназия, която завършва в 1882 година.
През 1882 – 1886 учи в Юридическия факултет на Московския университет, след което е определен като кандидат за съдебна длъжност в Симбирския окръжен съд, а от 1887 е кандидат на съдебна длъжност при прокурора на Ереванския окръжен съд. През 1888 година е назначен за помощник на мировия съдия на Сурманлийския отдел на Ереванския окръжен съд.
През 1889 година напуска правораздавателната система и се отдава на селскостопанска дейност и амбулантна търговия в Золоторьово, сътрудничейки на вестник „Московски ведомости“, пишейки редица статии за него.
През 1905 година Нилус продава имота си в Золоторьово след което постъпва на служба в канцеларията по дворянските дела в Министерството на вътрешните работи на Руската империя, заемайки до 1906 година последователно длъжностите помощник секретар, губернски секретар, колегиален секретар.
През 1906 г. се жени за Е. А. Озерова. През 1907 – 1912 живее в Оптина пустин, ставайки член на монархическата организация „Руско събрание“.
След Октомврийската революция е преследван от болшевиките. Вкарван многократно през 1924, 1925, 1927, 1928 в затвора, след което освобождаван. Интерниран от 1923 в Перятин, през 1926 – в Королевец, Черниговска губерния, а през 1928 г. – в село Крутец в близост до Александров, където и умира.
През 2003 – 2005 г. излизат на руски пълните събрани съчинения на Сергей Нилус.